# Tạo khách hàng tiềm năng
Trong tiếp thị, tạo khách hàng tiềm năng (lead generation) là sự khởi đầu của sự quan tâm hoặc yêu cầu của người tiêu dùng đối với các sản phẩm hoặc dịch vụ của một doanh nghiệp. Khách hàng tiềm năng có thể được tạo cho các mục đích như xây dựng danh sách, mua lại danh sách bản tin điện tử hoặc cho khách hàng tiềm năng. Các phương pháp tạo khách hàng tiềm năng thường thuộc ô quảng cáo, nhưng cũng có thể bao gồm các nguồn không phải trả tiền chẳng hạn như kết quả của công cụ tìm kiếm không phải trả tiền hoặc giới thiệu từ khách hàng hiện tại.
Khách hàng tiềm năng có thể đến từ nhiều nguồn hoặc hoạt động khác nhau, ví dụ như kỹ thuật số qua Internet, thông qua các giới thiệu cá nhân, thông qua các cuộc gọi điện thoại hoặc bởi công ty hoặc người tiếp thị qua điện thoại, thông qua quảng cáo và sự kiện. Một nghiên cứu năm 2015 cho thấy 89% người được hỏi đã trích dẫn email là kênh được sử dụng nhiều nhất để tạo khách hàng tiềm năng, tiếp theo là tiếp thị nội dung, công cụ tìm kiếm và cuối cùng là sự kiện. Một nghiên cứu từ năm 2014 cho thấy lưu lượng truy cập trực tiếp, công cụ tìm kiếm và giới thiệu web là ba kênh trực tuyến phổ biến nhất để tạo khách hàng tiềm năng, chiếm 93% khách hàng tiềm năng.
Tạo khách hàng tiềm năng thường được kết hợp với quản lý khách hàng tiềm năng để di chuyển khách hàng tiềm năng qua kênh mua hàng. Sự kết hợp các hoạt động này được gọi là tiếp thị đường ống.
Khách hàng tiềm năng thường được phân bổ cho một cá nhân để theo dõi. Khi một cá nhân (ví dụ: nhân viên bán hàng) xem xét và phân loại để nhìn thấy cơ hội kinh doanh tiềm năng, khách hàng tiềm năng sẽ được chuyển đổi thành cơ hội cho kinh doanh. Cơ hội sau đó phải trải qua nhiều giai đoạn bán hàng trước khi đạt được thỏa thuận.

## Khách hàng tiềm năng
Khách hàng tiềm năng thường là thông tin liên hệ và trong một số trường hợp, thông tin nhân khẩu học của khách hàng quan tâm đến một sản phẩm hoặc dịch vụ cụ thể. Có hai loại khách hàng tiềm năng trong thị trường tạo khách hàng tiềm năng: khách hàng tiềm năng bán hàng và khách hàng tiềm năng tiếp thị.
Khách hàng tiềm năng bán hàng được tạo dựa trên các tiêu chí nhân khẩu học như điểm FICO (Hoa Kỳ), thu nhập, tuổi tác, thu nhập hộ gia đình, tâm lý, vv Những khách hàng tiềm năng này được bán lại cho nhiều nhà quảng cáo. Doanh số bán hàng thường được theo dõi thông qua các cuộc gọi điện thoại bởi lực lượng bán hàng. Bán hàng tiềm năng thường được tìm thấy trong các ngành công nghiệp thế chấp, bảo hiểm và tài chính.
Khách hàng tiềm năng tiếp thị là khách hàng tiềm năng dành riêng cho thương hiệu được tạo cho một ưu đãi dành cho nhà quảng cáo duy nhất. Ngược lại với doanh thu, khách hàng tiềm năng tiếp thị chỉ được bán một lần. Vì tính minh bạch là một điều kiện tiên quyết cần thiết để tạo ra khách hàng tiềm năng tiếp thị, nên các chiến dịch khách hàng tiềm năng tiếp thị có thể được tối ưu hóa bằng cách ánh xạ dẫn đến nguồn của họ.
Nhà đầu tư tiềm năng là một loại khách hàng tiềm năng. Nhà đầu tư tiềm năng là danh tính của một cá nhân hoặc tổ chức có khả năng quan tâm đến việc tham gia đầu tư và đại diện cho giai đoạn đầu tiên của quy trình bán hàng đầu tư. Các nhà đầu tư được xem là có thu nhập dùng một lần mà họ có thể sử dụng để tham gia vào các cơ hội đầu tư thích hợp để đổi lấy tỉ suất hoàn vốn dưới nhiều hình thức như lợi nhuận, cổ tức, chia sẻ lợi nhuận hoặc sự tăng lên về giá trị tài sản. Danh sách khách hàng tiềm năng thường được tạo thông quakhảo sát đầu tư, đăng ký bản tin nhà đầu tư hoặc thông qua các công ty huy động vốn và bán cơ sở dữ liệu của những người thể hiện sự quan tâm đến cơ hội của họ. Danh sách khách hàng tiềm năng thường được sử dụng bởi các doanh nghiệp nhỏ tìm cách tài trợ cho liên doanh của họ hoặc chỉ đơn giản là cần vốn mở rộng mà ngân hàng và các nguồn cho vay truyền thống không có sẵn.

## Trạng thái đủ tiêu chuẩn của khách hàng tiềm năng
Khách hàng tiềm năng thường được nhóm thành các phân khúc theo cấp độ trình độ hiện diện trong tổ chức.
Các khách hàng tiềm năng đủ điều kiện tiếp thị (MQL) là những khách hàng tiềm năng thường đến từ các kênh trong nước, chẳng hạn như Tìm kiếm trên web hoặc tiếp thị nội dung và đã thể hiện sự quan tâm đến sản phẩm hoặc dịch vụ của công ty. Những khách hàng tiềm năng này chưa tương tác với các nhóm bán hàng.
Khách hàng tiềm năng đủ điều kiện bán hàng (SQLs) là những khách hàng tiềm năng được kiểm tra bởi các nhân viên bán hàng, trong đó có các Đại diện Phát triển Bán hàng (SDRs), để theo dõi các tiêu chuẩn đủ điều kiện phù hợp. Tiêu chuẩn đủ điều kiện bao gồm nhu cầu, ngân sách, công suất, khung thời gian, sở thích hoặc quyền mua.

## Tạo khách hàng tiềm năng trực tuyến
Tạo khách hàng tiềm năng trực tuyến là một thuật ngữ tiếp thị trên Internet đề cập đến việc tạo ra mối quan tâm hoặc yêu cầu của khách hàng tiềm năng đối với sản phẩm hoặc dịch vụ của doanh nghiệp thông qua Internet. Khách hàng tiềm năng, còn được gọi là liên hệ, có thể được tạo cho nhiều mục đích khác nhau: xây dựng danh sách, danh sách nhận bản tin điện tử, xây dựng các chương trình phần thưởng, chương trình khách hàng thân thiết hoặc cho các chương trình mua lại thành viên khác.

### Truyền thông xã hội
Với sự phát triển của các trang web mạng xã hội, phương tiện truyền thông xã hội được sử dụng bởi các tổ chức và cá nhân để tạo khách hàng tiềm năng hoặc đạt được các cơ hội kinh doanh. Nhiều công ty tích cực tham gia vào các mạng xã hội bao gồm LinkedIn, Twitter và Facebook để tìm các hồ bơi tài năng hoặc tiếp thị sản phẩm và dịch vụ mới của họ.

### Quảng cáo trực tuyến
Có ba mô hình định giá chính trong thị trường quảng cáo trực tuyến mà nhà tiếp thị có thể sử dụng để mua quảng cáo và tạo khách hàng tiềm năng:
- Chi phí mỗi nghìn - CPT (ví dụ: CPM Group, Advertising.com), còn được gọi là giá mỗi nghìn lần hiển thị (CPM), sử dụng các mô hình đặt giá tính phí nhà quảng cáo cho số lần hiển thị - tức là số lần mọi người xem quảng cáo. Quảng cáo hiển thị hình ảnh thường được bán trên mô hình đặt giá CPM. Vấn đề với quảng cáo CPM là các nhà quảng cáo bị tính phí ngay cả khi đối tượng mục tiêu không nhấp vào (hoặc thậm chí xem) quảng cáo.
- Quảng cáotính phí cho mỗi nhấp chuột (ví dụ: AdWords, Tiếp thị tìm kiếm của Yahoo!) khắc phục vấn đề này bằng cách chỉ tính phí các nhà quảng cáo khi người tiêu dùng nhấp vào quảng cáo. Tuy nhiên, do sự cạnh tranh gia tăng, từ khóa tìm kiếm đã trở nên rất tốn kém. Báo cáo xu hướng Tìm kiếm Doubleclick Performics 2007 cho thấy có gần sáu lần từ khóa có chi phí mỗi lần nhấp chuột (CPC) cao hơn $ 1 vào tháng 1 năm 2007 so với năm trước. Chi phí cho mỗi từ khóa tăng 33% và chi phí mỗi nhấp chuột đã tăng tới 55%.
- Quảng cáo tính phí trên mỗi chuyển đổi (ví dụ: TalkLocal, Thumbtack) giải quyết rủi ro về quảng cáo CPM và CPC bằng cách chỉ tính phí theo khách hàng tiềm năng. Giống như CPC, giá mỗi khách hàng tiềm năng có thể tăng giá theo nhu cầu. Ngoài ra, giống như CPC, có nhiều cách mà các nhà cung cấp có thể lừa đảo bằng cách sản xuất khách hàng tiềm năng hoặc kết hợp một nguồn khách hàng tiềm năng với khách hàng tiềm năng khác (ví dụ: khách hàng tiềm năng tìm kiếm cùng dẫn đầu đồng) để tạo ra lợi nhuận cao hơn. Đối với các nhà tiếp thị như vậy chỉ muốn trả tiền cho các hành động / chuyển đổi cụ thể, có hai lựa chọn: quảng cáo CPL (hoặc tạo khách hàng tiềm năng trực tuyến) và quảng cáo CPA (còn được gọi là tiếp thị liên kết). Trong các chiến dịch CPL, nhà quảng cáo trả tiền cho khách hàng tiềm năng quan tâm - tức là thông tin liên hệ của một người quan tâm đến sản phẩm hoặc dịch vụ của nhà quảng cáo. Chiến dịch CPL phù hợp với các nhà tiếp thị thương hiệu và nhà tiếp thị trực tiếp tìm cách thu hút người tiêu dùng tại nhiều điểm tiếp xúc - bằng cách xây dựng danh sách bản tin, trang web cộng đồng, chương trình phần thưởng hoặc chương trình mua lại thành viên. Trong chiến dịch CPA, nhà quảng cáo thường thanh toán cho một giao dịch bán hoàn tất có liên quan đến giao dịch thẻ tín dụng.

Gần đây, đã có sự gia tăng nhanh chóng trong việc tạo khách hàng tiềm năng trực tuyến: biểu ngữ và quảng cáo phản hồi trực tiếp hoạt động theo mô hình định giá CPL. Trong mô hình đặt giá trả cho mỗi chuyển đổi (PPA), nhà quảng cáo chỉ trả tiền cho các khách hàng tiềm năng đủ điều kiện do các hành động đó, bất kể số nhấp chuột hoặc hiển thị đã tạo ra khách hàng tiềm năng. Quảng cáo PPA đang đóng vai trò tích cực trong việc tạo khách hàng tiềm năng trực tuyến.
Các mô hình đặt giá PPA thân thiện với nhà quảng cáo hơn vì chúng ít bị dễ bị gian lận và rô bốt hơn. Với trả tiền cho mỗi nhấp chuột, các nhà cung cấp có thể lừa đảo bằng cách sản xuất khách hàng tiềm năng hoặc kết hợp một nguồn khách hàng tiềm năng với nhau (ví dụ: dẫn hướng tìm kiếm với khách hàng tiềm năng đồng đăng ký) để tạo ra lợi nhuận cao hơn cho chính họ.
Một báo cáo nghiên cứu của GP Bullhound nói rằng thế hệ khách hàng tiềm năng trực tuyến đang tăng trưởng ở mức 71% YTY - nhanh hơn gấp hai lần thị trường quảng cáo trực tuyến. Sự tăng trưởng nhanh chóng chủ yếu được thúc đẩy bởi nhu cầu của nhà quảng cáo cho tiếp thị tập trung vào về ROI, một xu hướng được kỳ vọng sẽ tăng tốc trong thời kỳ suy thoái.
Các loại hình đơn vị quảng cáo tùy chọn phổ biến bao gồm:
- Quảng cáo đồng đăng ký: Nhà quảng cáo nhận được một số hoặc tất cả các trường chuẩn được trang web thu thập trong quá trình đăng ký của trang web.
- Tạo khách hàng tiềm năng toàn trang: Khuyến mại của nhà quảng cáo xuất hiện dưới dạng quảng cáo toàn trang ở định dạng HTML có văn bản và đồ họa có liên quan. Nhà quảng cáo nhận được các trường và câu trả lời tiêu chuẩn cho tối đa 20 câu hỏi tùy chỉnh mà anh ấy xác định.
- Khảo sát trực tuyến: Người tiêu dùng được yêu cầu hoàn thành một cuộc khảo sát, bao gồm thông tin nhân khẩu học và lợi ích về sản phẩm và lối sống của họ. Thông tin này được sử dụng làm khách hàng tiềm năng cho nhà quảng cáo, những người mua thông tin của người tiêu dùng nếu được cung cấp. Người tiêu dùng có thể 'chọn tham gia' để nhận thư từ nhà quảng cáo và do đó được coi là khách hàng tiềm năng đủ điều kiện.

Số liệu quảng cáo phổ biến cho việc tạo khách hàng tiềm năng là chi phí cho mỗi khách hàng tiềm năng. Công thức là Chi phí / Khách hàng tiềm năng, ví dụ: nếu bạn tạo 100 khách hàng tiềm năng và chi phí là 1000 đô la, chi phí cho mỗi khách hàng tiềm năng sẽ là 10 đô la.

### Chăm sóc sức khỏe
Nhiều tổ chức chăm sóc sức khỏe tư nhân sử dụng thế hệ lãnh đạo trực tuyến như một cách để liên hệ với bệnh nhân hiện có của họ và để có được bệnh nhân mới.
"Số lượng người tự chẩn đoán sai bênh tình của mình do sử dụng thông tin từ Internet (thuật ngữ tiếng Anh gọi là Cyberchondriacs) đã tăng lên 175 triệu từ 154 triệu năm ngoái, có thể là kết quả của cuộc tranh luận cải cách chăm sóc sức khỏe. Hơn nữa, tần suất sử dụng cũng tăng lên. 32% tất cả những người trưởng thành trực tuyến nói rằng họ tìm kiếm thông tin y tế "thường xuyên" so với 22% năm ngoái ", Harris Interactive cho biết trong một nghiên cứu hoàn thành và báo cáo vào tháng 8 năm 2010 với nhân khẩu học tại Hoa Kỳ.